# Inken Rahardt
Inken Rahardt (* vor 1990 in Hamburg) ist eine deutsche Intendantin, Regisseurin, Autorin und Opernsängerin (Sopran).

## Leben
Inken Rahardt begann Anfang der neunziger Jahre ihre Ausbildung zur Opernsängerin (dramatischer Sopran) in Hamburg und setzte diese später vor allem in den USA fort. Sie sang an verschiedenen Häusern, bis sie nach Hamburg zurückkehrte. Sie studierte Kultur- und Medienmanagement an der Hochschule für Musik und Theater Hamburg und schloss 2005 mit Diplom ab.
Sie gründete 2002 zusammen mit Yvonne Bernbom das Junge Musiktheater Hamburg, woraus sich 2007 das Opernloft entwickelte.
Seit 2007 führt Inken Rahardt Regie – sowohl im Opernloft als auch in anderen Theatern –, außerdem stattet sie häufig ihre eigenen Produktionen als Bühnen- und Kostümbildnerin aus.

## Auszeichnungen
Inken Rahardts Inszenierungen von Tolomeo, Carmen und Die Perlenfischer wurden bei der Vergabe des Pegasus-Preises 2010 besonders hervorgehoben.
Rahardts Idee der „Electr’Opera“ wurde 2009 vom Bundespräsidenten im Rahmen der Initiative Deutschland – Land der Ideen ausgezeichnet.
2010 erhielt sie den Rolf-Mares-Preis für die Inszenierung von Tolomeo im Opernloft und 2015 erneut, und zwar für die Inszenierung von Orlando furioso, ebenfalls im Opernloft.
2024 erhielt sie den Theaterpreis Hamburg – Rolf Mares für ihre Inszenierung und Stückentwicklung der Fußballoper im Opernloft Hamburg.